# Lo chiamavano Tresette... giocava sempre col morto
Lo chiamavano Tresette... giocava sempre col morto è un film western del 1973 diretto da Giuliano Carnimeo.
Questo film ha un sequel intitolato Di Tresette ce n'è uno, tutti gli altri son nessuno.

## Trama
Tresette, fenomenale quanto pacifico pistolero, arriva a "Mela Bacata" dove viene a sapere che cercano un uomo coraggioso per trasportare un milione di dollari in oro attraverso una valle infestata dai banditi. Insieme al falso sceriffo Bamby, una sua vecchia conoscenza, accetta di trasportare lui l'oro a Dallas. Camuffando la diligenza come un carrozzone da venditore ambulante riesce sempre a sfuggire agli agguati dei banditi, anche se non sempre senza sporcarsi le mani.

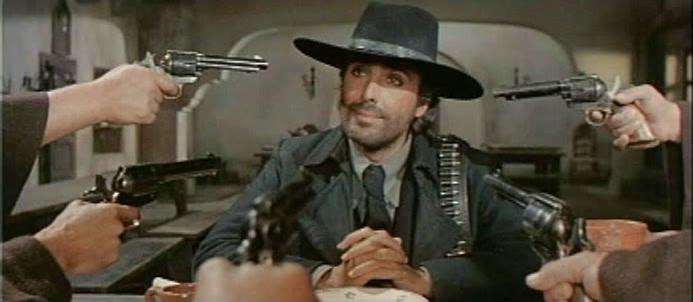
Tresette minacciato dalla banda dei frati

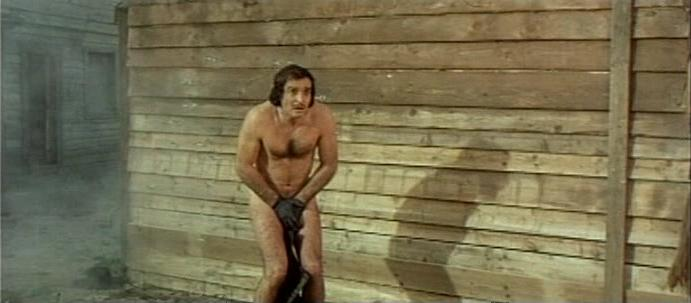
Veleno, letteralmente denudato con un mitra nascosto nel carillon

La prima banda lo lascia passare scambiandolo per un venditore ambulante; anche la seconda banda si lascia ingannare mentre gli uomini della terza banda riconoscono Tresette, ma vengono ugualmente sopraffatti nel corpo a corpo. Resta solo l'ultima banda, quella di Aureola Joe e dei suoi uomini, ma anche loro, dopo aver provato a gabbare Tresette, le prendono di santa ragione. Arrivati a Dallas però, Tresette e Bamby rischiano l'impiccagione, perché l'oro è solo piombo cosparso di porporina.
Fuggiti di prigione, capiscono di essere stati truffati dal banchiere McPearson e si introducono nei saloni d'un ballo in maschera organizzato proprio dal banchiere. Entrando di nascosto nello studio di McPearson, Tresette scopre dei loschi traffici del banchiere con miss Marlene, la proprietaria del saloon nonché di una pasticceria in città. È proprio nascondendo l'oro nei pacchi della pasticceria che McPearson riesce a far uscire l'oro dagli Stati Uniti per farlo arrivare in Messico. Venuti a conoscenza dei fatti, Tresette e Bamby vanno alla pasticceria, dove si stanno ultimando i preparativi per la spedizione dei pacchi e, dopo una scazzottata, riescono a prendere l'oro e a scappare via.
Inoltre, per tutta la durata del film Tresette è inseguito costantemente dal pistolero Veleno, che vuole sfidarlo e ucciderlo a tutti i costi; ogni volta Tresette inventa fantasiosi stratagemmi o ragionamenti complicati per liberarsi di lui.